# Ерміт венесуельський
Ермі́т венесуельський (Phaethornis superciliosus) — вид серпокрильцеподібних птахів родини колібрієвих (Trochilidae). Мешкає в Амазонії та на Гвіанському нагір'ї.

## Опис

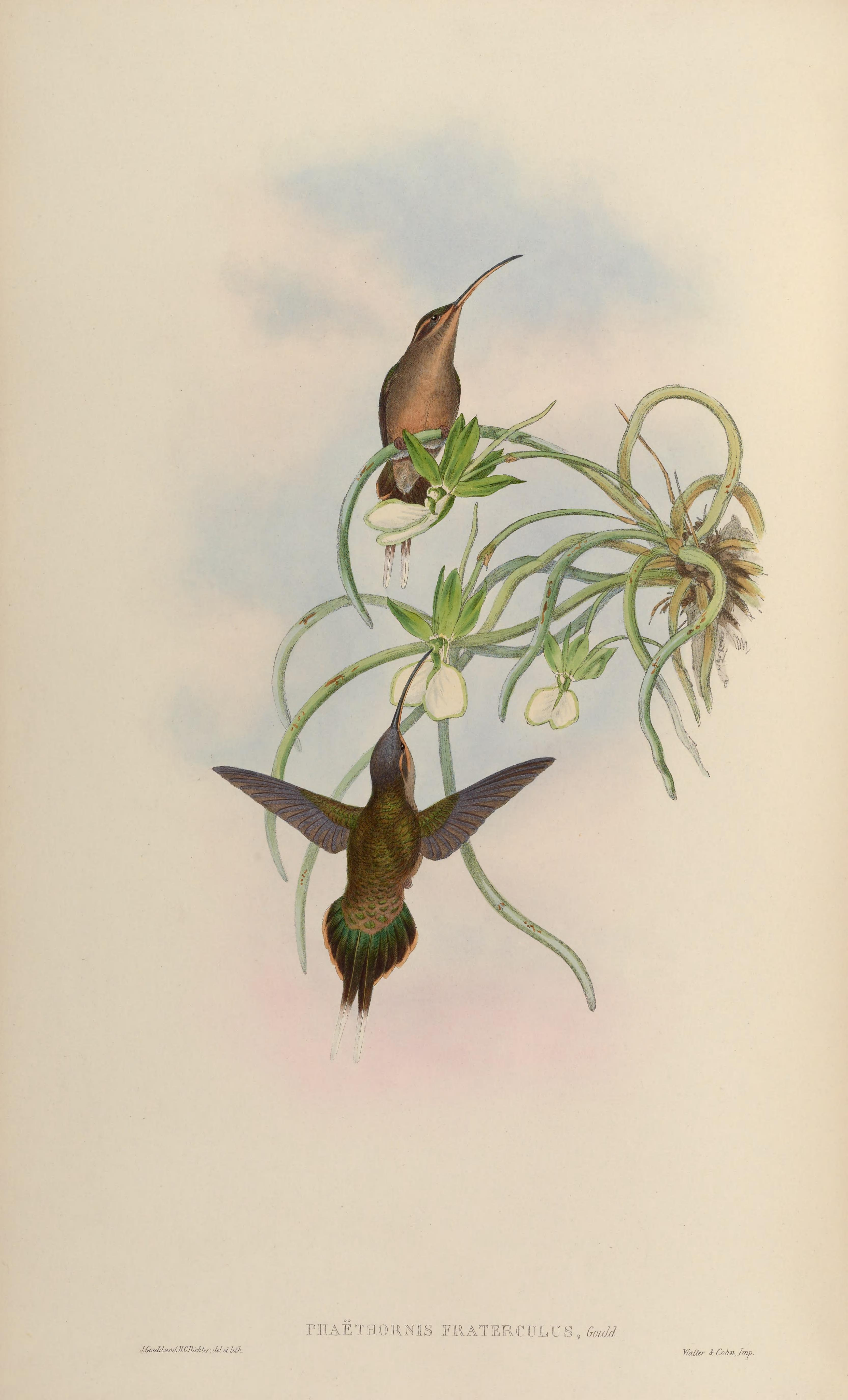
Венесуельські ерміти

Довжина птаха становить 13-15 см, вага 4-8 г. Верхня частина тіла переважно коричнева, спина має бронзово-зелений відтінок. Через очі ідуть широкі темні смуги, окаймлені світлими "бровами" і "Вусами". Нижня частина тіла блідо-руда, на горлі біла смуга. Хвіст чорний, східчастий, поцяткований білими плямками, центральні стернові пера видовжені з білими кінчиками Нижні покривні пера хвоста поцятковані двома блідо-охристими смугами. Дзьоб довжиною 36-43 мм, вигнутий, зверху чорний, знизу жовтий. У самиць крила коротші, дзьоб дещо менш вигнутий. У молодих птахів пера на верхній частині тіла мають світло-охристі края.

## Підвиди
Виділяють два підвиди:
- P. s. superciliosus (Linnaeus, 1766) — південна Венесуела, Гвіана і північ Бразильської Амазонії (на північ від Амазонки);
- P. s. muelleri Hellmayr, 1911 — Бразильська Амазонія на південь від Амазонки в штатах Пара і Мараньян.

## Поширення і екологія
Венесуельські ерміти мешкають у Венесуелі, Гаяні, Суринамі, Французькій Гвіані і Бразилії, трапляються на сході Колумбії. Вони живуть в підліску вологих і напіввологих рівнинних тропічних лісів, на узліссях, у вторинних заростях, в галерейних і заболочених лісах та на плантаціях, зустрічаються на висоті до 1400 м над рівнем моря. Живляться нектаром квітів, зокрема з родів Heliconia, Zingiber і Passiflora, пересуваючись за певним маршрутом, а також дрібними комахами і павуками. Початок сезону розмноження різниться в залежності від регіону, в Гаяні він триває з червня по серпень, у Французькій Гвіані з серпня по жовтень. Гніздо конусоподібне, робиться з рослинних волокон і павутиння, підвішується до нижньої сторони листа. В кладці 2 яйця, інкубаційний період триває 18 днів, пташенята покидають гніздо через 21-22 дні після вилуплення.